# Йон Некулче
Йон Некулче (Neculce Ion; 1672, Пригорені — 1745, Тиргу-Фрумос) — молдовсько-румунський літописець, громадсько-політичний діяч.

## Біографія
Народився в с. Пригорені (нині с. Іон Некулче Ясського повіту). Був радником молдовського господаря (князя) Димитрія Кантемира. У складі російської армії царя Петра І в битві під Станілештами на р. Прут (1711) Некулче командував молдовським військом. Після поразки об'єднаного російсько-молдовського війська емігрував до Росії, а потім — до Польщі. Повернувшись, знову займав високі посади при господарі Молдови. Певний час літописець проживав у с. Бояни (нині Новоселицького району), де були його великі землеволодіння.
У 1733—1744 роках Некулче написав «Літопис Молдовської землі від Добіжи-воєводи до другого правління К. Маврокордата», що охоплює політичне, суспільно-економічне і культурне життя Молдовського князівства від 1661 до 1743. «Літопис…» містить важливі відомості про тогочасні події на буковинських землях, зокрема, поблизу с. Бояни, розповіді про воєнні дії між Туреччиною і Польщею в 2-й пол. 17 ст. на цій території, козацькі походи 1660-х рр., боротьбу буковинців проти іноземних поневолювачів. У центрі с. Бояни в наш час Некулче споруджено пам'ятник, а його ім'ям названо Боян-Глинницьку гімназію.